# Séisme du 11 janvier 1839 en Martinique
Le séisme du 11 janvier 1839 survenu en mer au sud est de la Martinique est le second événement sismique le plus dévastateur enregistré dans les Îles du Vent (après le séisme du 8 février 1843 en Guadeloupe), avec une intensité maximale estimée de IX sur l'échelle macrosismique MSK. Le chef-lieu, Fort Royal (Fort-de-France) a été particulièrement touché. D'une durée de 40 secondes, les violentes secousses auraient provoqué la mort de 300 à 4 000 personnes ainsi que 28 975 blessés rien qu'en Martinique. 

## Contexte historique
Le 31 décembre 1837 la Martinique compte près de 117 000 habitants (41 000 hommes libres et 76 000 esclaves). L'économie de l'île est essentiellement consacrée à la culture de canne à sucre, qui emploie le plus de main d’œuvre (32 000 esclaves employés sur ces cultures sur un total de 48 000) et occupe la surface la plus grande (21 000 hectares sur un total de 38 000 hectares cultivés). Quelques plantations de café, de coton et de cultures diverses existent également.

## Contexte géologique

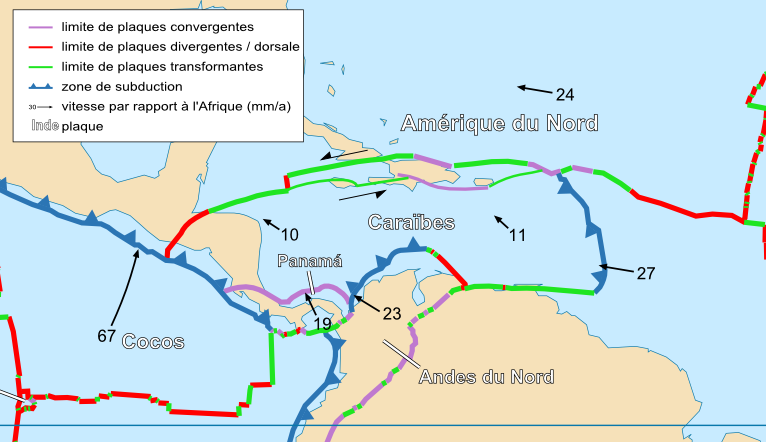
Limites de la plaque caribéenne. La Martinique est située dans une zone de subduction.

La Martinique, comme l'ensemble des îles des Petites Antilles, est située aux abords d'une zone de subduction où les plaques sud-américaine et nord-américaine s'enfoncent sous la plaque caraïbe à une vitesse moyenne de 2 cm/an. Ce secteur est constitué d'un ensemble dynamique de failles soumises à des contraintes, circulant sur ou sous les îles, et dans leur environnement proche. Il est supposé que trois principaux types de séismes existent au niveau des Petites Antilles :
- les séismes inter-plaques qui peuvent atteindre des magnitudes supérieures à 8. Ils se produisent à la frontière de la plaque caraïbe et des plaques américaines, soit à une distance épicentrale d'environ 80 à 100 km des côtes martiniquaises, pour une profondeur comprise entre 20 et 65 km. Un débat existe actuellement au sein de la communauté scientifique sur le fait que la zone de subduction à l'Est des Petites Antilles soit capable ou pas de générer des mégaséismes. Les relevés géodésiques réalisées par le Symithe en 2015 et van Rijsingen et al. en 2020[7] indiquent que la zone de subduction à l'Est des Petites Antilles n'est que peu ou pas couplée (elle n'accumule que peu ou pas de déformation). Au contraire, les relevés effectués sur les Micro-atolls de coraux semblent indiquer que la zone de subduction aurait accumulé de fortes contraintes au cours du dernier siècle[8]. Ces résultats sont incohérents puisque si la zone de subduction avait accumulé des contraintes au cours du siècle dernier, cela devrait être visible sur les relevés GPS[9];
- les séismes se produisant au sein de la plaque caraïbe, qui, bien que de moindre magnitude, sont très superficiels et proches des îles, ce qui peut occasionner de gros dégâts ;
- les séismes se produisant au sein de la plaque sud-américaine, qui peuvent atteindre de fortes magnitudes, mais sont très profonds, ce qui a tendance à diminuer leurs conséquences.

## Déroulement
Le tremblement de terre se manifeste d'abord par un très violent grondement caractéristique de l'arrivée des ondes P qui sont des ondes qui compressent la roche. Selon plusieurs sources (Sainte Claire Deville et le journal The Barbadian) le grondement est suivi de trois vagues successives de secousses "de l'est à l'ouest, puis du nord au sud et enfin de haut en bas". Les secousses, d'une durée d'environ 30 à 40 secondes, sont accompagnées d'impressionnants phénomènes lumineux, ce qui rajoute davantage d'effroi au sein de la population. Aucun tsunami d'ampleur n'est observé, seuls quelques petits mouvement de la mer très localisés. La secousse principale est suivie de très nombreuses répliques dont les plus fortes seraient intervenues dans la nuit du 12 au 13 janvier 1839 et le 2 août 1839 à 2h30. 

## Conséquences
Le tremblement de terre est ressenti jusqu'au Suriname et sa capitale Paramaribo à plus de 1100 km de l'épicentre. La Martinique est l'île la plus affectée des Petites Antilles. Les secousses atteignent des intensités de VIII (échelle d'intensité MSK) sur l'ensemble des communes de l'île. A Fort-de-France, l'intensité atteint même IX bien que cela soit relatif à des effets de site. En effet, comme l'a montré encore le tremblement de terre du 29 novembre 2007, Fort-de-France est particulièrement sensible aux tremblements de terre car la ville a été construite sur une zone marécageuse asséchée à cette occasion. De ce fait, elle repose sur un sous-sol meuble gorgé d’eau et en cas de séisme, elle est sujette à des phénomènes de liquéfaction. À Sainte-Lucie aussi, les dégâts sont considérables, l'intensité est estimée à VII-VIII. La Dominique et la Barbade enregistrent des intensités de VI-VII, les secousses sont également fortes en Guadeloupe où l'intensité atteint toujours V-VI. L'intensité est encore de V à Saint-Kitts à 400 km au nord de l'épicentre et Georgetown, capitale de la Guyane britannique à 900 km au sud de l'épicentre.
En Martinique, les dégâts matériels sont considérables et les morts se comptent par milliers, mais il est très difficile d'estimer exactement le nombre de victimes; les décès parmi les esclaves qui étaient considérés comme « biens meubles », n’étant pas tous comptabilisés.

## Caractéristiques
Si le tremblement de terre du 11 janvier 1839 est souvent considéré comme étant un séisme de subduction à l'interface des plaques caraïbe et nord-américaine, d'autres hypothèses en font plutôt un séisme intra-plaque s'étant produit sur une faille normale soit au sein de la plaque Caraïbe, soit au sein de la plaque américaine. L'incertitude règne également au niveau de la magnitude.  Bernard et Sauret (1986) proposent une magnitude comprise entre 7.0 et 7.5 ; Dorel (1981) propose une magnitude de 7.8 ; Feuillard (1985) et Robson (1964) proposent tous deux la magnitude 8. Au vu d'éléments plus récents, Nathalie Feuillet (2011), retient également la magnitude 8. Bernard et Sauret (1986) estiment qu'une magnitude supérieure à 7.5 est invraisemblable à cause de la durée de la secousse, trop courte selon eux pour une telle magnitude. Autre élément qui sème le trouble, c'est l'absence de tsunami d'ampleur ou de phénomènes de subsidence, éléments caractéristiques des séismes de subduction inter-plaque. Cela illustre bien la difficulté à analyser les caractéristiques des séismes historiques or la compréhension du mécanisme et  l'estimation de la magnitude, de la profondeur et de la distance par rapport aux habitations sont des éléments essentiels pour envisager et appréhender les risques futurs. 

## Réactions

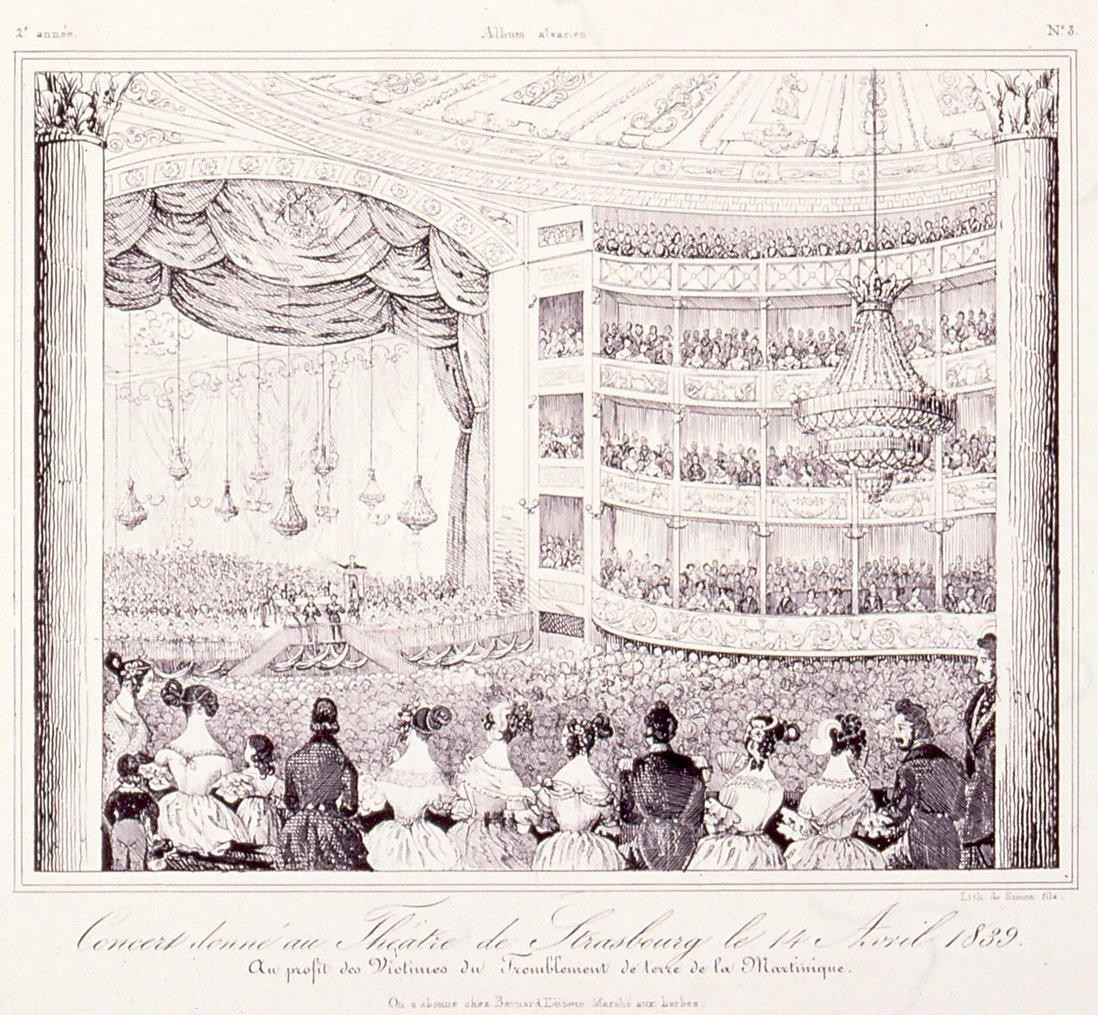
Lithographie du concert donné au Théâtre de Strasbourg.

Le 14 avril 1839, un concert de soutien est organisé à Strasbourg. Le produit net du concert s'élève à 3 500 francs.
Alexandre Moreau de Jonnès, haut fonctionnaire qui a fait une partie de sa carrière aux Antilles, correspondant à l'Académie des Sciences, y rapporte que le tremblement de terre est le résultat de conditions climatiques particulières (notamment un vent de nord-ouest et de vapeurs dans l'atmosphère), qui peuvent aussi produire des ouragans, le tout causé par de l'électricité terrestre. Cependant il est considéré comme probable que les tremblements de terre soient associés à l'activité volcanique des îles antillaises, causés par des failles dans l'écorce terrestre. Ce n'est qu'au début du XXe siècle qu'Alfred Wegener émettra l'hypothèse de la tectonique des plaques.